# Nanorana feae
Nanorana feae es una especie de anfibio anuro de la familia Dicroglossidae. Se encuentra en China y Birmania.  

## Enlaces externis
- Wikimedia Commons alberga una categoría multimedia sobre Nanorana feae.

- Datos: Q28053646
- Multimedia: Nanorana feae / Q28053646
- Especies: Nanorana feae